# Lacinium
Lacinium és un promontori de la costa est del Brútium, a uns 10 km al sud de Crotona. Forma el límit sud del golf de Tàrent (el promontori Iapigi forma el límit nord). Tenia un temple dedicat a Juno Lacinius. Avui es diu Capo della Colonne per alguna columna que resta de l'antic temple. També se l'anomena Cap Nau derivat del grec Ναός (temple).
La tradició diu que el nom li ve de l'heroi epònim Lacini, un rei del país, mort per Hèracles.